# 异速生长
异速生长（英語：Allometry）是关于身体大小与形状、解剖学、生理学及至行为间关系的研究，于1892年被奧托·史奈爾（Otto Snell），1917年被達西·湯普森和1932年被朱利安·赫胥黎首先阐述。异速生长是个著名的研究论题，尤其在统计形状分析及活机体不同部分生长率研究的生物学上。应用之一就是在各种昆虫种类研究上，即整个身体中的某个小部位的变化，能够导致四肢附件如腿、触角等呈现巨大的不成比例的变化。两种不同测量数量间的关系可用下列公式表示：
{\displaystyle y=kx^{a}\,\!} 或是寫成對數形式： {\displaystyle \log y=a\log x+\log k\,\!}
{\displaystyle a}为公式的标度幂指数。估计此指数可从类型2回归，如主轴回归或压轴回归分析来解释两变量的变化，与最小二乘法回归相反，它不解释自变量（如对数体重）的误差方差。其他方法包括测量误差模型和特别类型的主成分分析法。
异速生长常研究物种大小比率方面的形状差异。不同大小但共同形状的两个物种会在某个比率上有其共有维度。例如，一个生物体随年龄生长大小发生变化但形状却一直相似。个体发育学异速生长研究常用蜥蜴或蛇作为模式体。因为他们出生后都没有双亲育幼并且幼年与成年身体大小相差很大。蜥蜴在个体发育史上展现出明显的异速生长变化。
除了关注生长，异速生长还研究给定年龄（或性别）下个体的形状变化，被称为静态异速生长。而物种间的比较研究常用于探索种间或进化的异速生长（另见系统发育比较方法）。

## 等距生长和几何相似性
等距（缩放）生长是指生物体大小在生长过程或进化过程中呈比例关系变化。这样的例子在青蛙上被发现。除了青蛙变态后几周里的很短时间外，青蛙就是等距缩生长的。.因此，青蛙的腿总是与其身体呈正比例变化，即使青蛙自身大小显著增加时也是如此。
等距缩放由平方-立方律决定，一个机体如果在长度上等距缩放地成倍增长，则其表面积将会增长4倍，而其体积和体重将会增长8倍。这时机体就会产生问题：机体要有8倍的活组织需要去支持，但呼吸器官的表面积却只增长了4倍，就会造成大小尺度与机体需求的不匹配。同样地，机体的腿部需要支撑起增长了8倍的体重，可它骨头和肌肉强度所依赖的断面积，却也只增长了4倍。因此，这样的假设性的机体需要经历骨头和肌肉负载变小两倍，或者是通过异速生长来避免这样的情况发生。
在尺度研究中，等距缩放常被用作零假设。即作为证明是迫使出现异速生长而偏离等距性的生理学证据。
任何非等距生长变化就是异速生长，伽俐略在其《关于两个新科学的对话》中讨论的典型例子就是关于兽类骨骼，即其骨骼因身体尺寸增加而会变得更强健和增大。异速生长常从以体重、体长等因素为基础的缩放标度幂指数来表示。典型的异速生长可能出现的情况是，所有体积相关的特征值随体重呈比例变化，所有面积相关的特征指数依体重2/3次方变化，而所有长度相关的特征依体重1/3次方变化。统计分析后表明，如果一个体积相关的特征相对体重缩放达到0.9次方，那么就称为“负向异速生长”，这时值会小于等距缩放的预测，相反地，如果一个面积相关的特征相对体重缩放到0.8次方，其值会高于等距缩放预测而机体可被称为“正向异速生长”。一个正向异速生长的例子是一些巨蜥属物种，其四肢相对要比相关的大体积物种长，.对一些鱼类也是这样，如北美狗鱼，它的重量增长大约是长度的3.325次方，一条30英寸（76）的狗鱼大约重8磅（3.6），而一条40英寸（100）的会达到18磅（8.2）重。

## 如何判定异速生长
去判断是否是等速还是异速生长，就需要去判定比较数据中变量间的相关关系，最重要是要判定数组中缩放关系是不是与期望的关系偏离（比如与等距生长相比）。应用的工具就是维度分析，用其来分析判定期望斜率是很有用的。这个“期望”斜率，如果已知，对于判定异速生长就十分重要，因为缩放变量要与其他的进行比较，而这个是个衡量的尺子。比如说，如果只知道体重相对长度以斜率5进行缩放生长并无太大意义，除非你知道等距生长斜率是3，那才意味着体重在急剧增长。 例如，根据1950年Hill提出和Wilson 2000解释的几何相似性模型，不同大小的青蛙应该能够跳得一样远，但实际上大个青蛙当然能跳得更远。维度分析就是用以平衡这样的在公式中存在的差异，来判定期望斜率的。
如果尝试去找到体重与动物特征长度间关系的斜率，你可以以体重单位为Y轴，长度单位为X轴，由于体重与体积相当而体积是长度的立方，因此，在双对数图中你所期望的斜率就是3(log10(L3)/log10(L1)=3)，这是一条直线的斜率，而实际情况下，大多数采集到的数据都不是自动接近直线的，因此要进行数据转换。比较数据时需要记住的是，比较的特征如头长对头宽可以与头长对体长的结果不同，不同的特征会不同的缩放率。

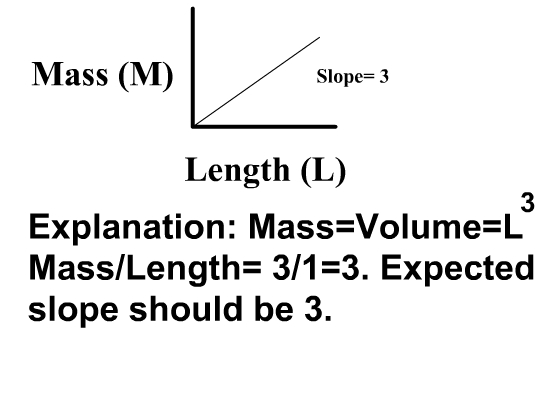
Allometric relations show as straight lines when plotted on double-logarithmic axes

常用的转换数据的方法是做对数转换，转换两轴而执行线性回归。这可使数据正态化，使用线斜率分析趋势时更容易。分析之前你应该有一个预测斜率作为比较之用。数据转换与线性回归后，你可用95%可信度的最小二乘回归或降低主轴分析法。有时这两种方法会产生不同的结果，但大多数情况下是一致的。如果预测斜率在置信区间之外，则是异速生长，而如果假定动物以斜率5生长且有显著差异的值，那么与预测值相比，体重在这种动物上会生长非常快，这是正向异速生长。如果预测斜率是3，实际上某一有机体体重的缩放生长则为1（假定斜率也是显著差异的），那么这则是负向异速生长。
其他例子：力量是依赖肌肉横截面面积的，即L2，如果比较力量与长度，那么你的预测斜率是2。或者，这个分析也可以以乘方回归来完成。将你的数据间关系做图，拟合功率曲线，它会给你一个形式为y=Zx^number的公式，这个number是你数据点间的关系。这样做的缺点是做统计分析时会有些困难。

## 生理尺度生长
许多生理生化过程（心率、呼吸率、最大繁殖率等）都表现出尺度生长，且大多数与动物表面积及体重（体积）比率有关。个体代谢率也受制于尺度生长影响。

### 代谢率与体重
针对动物自己的体重和基础代谢率作图，可得到对数化的一条直线，显示出幂定律关系。一般来说动物基础代谢率表现出负异速生长，即如克萊伯定律所述，基础代谢率的尺度变化与体重的0.75次幂成正比。这就意味着，大个体动物（如象）有较低的单位代谢率真和心率，相比小个体动物（如鼠）而言，这条直线被称为“鼠像曲线”。
馬克斯·克萊伯提出了下列异速生长方程来表述基础代谢率与动物体重间关系，统计分析中其截距为70而斜率为0.75：
{\displaystyle \mathrm {Metabolic\ Rate} =70M^{0.75}}
{\displaystyle M}为体重，代谢率以千卡/天计。
克莱伯定律像是动物循环系统物理学和几何学特性的结果。同一物种中，年轻的个体比老的个体每份重量所占的呼吸更多，因为它们体重中中组织结构的比例更大，而储能的比例较小。结构质量需要耗费养护能量，而储能的质量则不需要。
基于物种的多样性，异速生长关系并非都是线性的或是对数式的，例如，哺乳类的最大奔跑速度与体重间就表现出极复杂的关系，最快的短跑者反而是中等体型者。

### 异速生长的肌肉特征
动物的肌肉特征在大多数不同大小的动物中均相似，尽管肌肉大小与形状常因环境限制因素而变化，肌肉组织可自身维持它的可伸缩性且并不依赖动物大小而变化。肌肉的生理生长会影响肌肉纤维的数量和它们的内在速度以决定动物运动效率与最大功效。肌肉重复的速度大概地与动物体重的立方根成反比例变化，比如麻雀飞行肌的内在频率与鹳的相比就是这样。

## 不同物种个体大小的决定因素
决定一个动物体体重与大小的因素很多，这些因素常常在进化尺度上影响着物种个体大小，但一些比如食物可利用性、生境大小等因素也能迅速作用于一个物种，具体如：
- 生理因素影响

基本的生理学设计在一个物种的大小方面扮演重要角色，比如，封闭血循系统的动物就要比开放血循系统的动物个体大。
- 肌体机械因素影响

机械设计也能决定一个物种的最大可能大小，具有内骨骼的动物就倾向于比具外骨骼的动物个体大。
- 生境因素影响

贯穿其进化史的生境对一种动物来说也是决定其大小的重要因素。在陆地上，在一定面积上的顶位物种的体重与其可用陆地面积呈正相关。但是，在任意给定面积的陆地上，也有大量的“小”物种，因此，更多的决定因素可能来源于生态条件、进化因素、食物可利用性；大捕食者的小种群依赖于小猎物物种的大种群存活。在水生环境中，最大的动物能够产生并有比陆地动物大得多的体重，因为在水中不需要克服重力带来的限制。

## 延伸閱讀
- Calder, W. A. . Harvard University Press. 1984. ISBN 0-674-81070-8.
- McMahon, T. A.; Bonner, J. T. . Scientific American Library. 1983. ISBN 0-7167-5000-7.
- Niklas, K. J. . University of Chicago Press. 1994. ISBN 0-226-58081-4.
- Peters, R. H. . Cambridge University Press. 1983. ISBN 0-521-28886-X.
- Reiss, M. J. . Cambridge University Press. 1989. ISBN 0-521-42358-9.
- Schmidt-Nielsen, K. . Cambridge: Cambridge University Press. 1984. ISBN 0-521-31987-0.
- Samaras, Thomas T. . Nova Publishers. 2007. ISBN 1-60021-408-8.